# Equício (tribuno)
Equício (em latim: Equitius) foi um oficial romano do século IV, ativo durante o reinado do imperador Valente (r. 364–378). Ele era um parente de Valente. Em 378, quando era tribuno do palácio, um arauto do rei Fritigerno chegou no acampamento romano e solicitou que um refém nobre fosse enviado para junto dos godos como garantia para o continuar das negociações, o que os romanos concordaram. Equício foi escolhido como o candidato ideal, porém ele recusou-se por já ter sido capturado certa vez pelo inimigo e ter que escapar da cidade de Dibalto. Mais adiante em 9 de agosto, estava entre os oficiais assassinados na Batalha de Adrianópolis.